# Tresses
Tresses es una población y comuna francesa, ubicada en la región de Aquitania, departamento de Gironda, en el distrito de Burdeos y cantón de Floirac.

## Demografía
| 680 | 563 | 556 | 575 | 598 | 593 | 582 | 580 | 585 | 584 | 582 | 634 | 671 | 704 | 747 | 679 | 764 | 807 | 808 | 786 | 775 | 798 | 801 | 811 | 807 | 930 | 1 002 | 1 130 | 1 735 | 2 695 | 3 368 | 3 592 | 3 928 |
| Para los censos de 1962 a 1999 la población legal corresponde a la población sin duplicidades (Fuente: INSEE [Consultar]) |     |     |     |     |     |     |     |     |     |     |     |     |     |     |     |     |     |     |     |     |     |     |     |     |     |       |       |       |       |       |       |       |

## Lugares de interés
- Castillo de La Séguinie.

## Localidades hermanadas
- Fuenmayor, La Rioja, España.